# Cantonul Soyaux
Cantonul Soyaux este un canton din arondismentul Angoulême, departamentul Charente, regiunea Poitou-Charentes, Franța.

## Comune
- Bouëx
- Dirac
- Garat
- Soyaux (reședință)
- Vouzan